# 4868 Knushevia
4868 Knushevia este un asteroid din centura principală, descoperit pe 27 octombrie 1989 de Eleanor Helin.